# شبلي النعماني
شبلي النعماني (1275 - 1332 ه‍ـ / 1857 - 1914 م) علامة مسلم ومؤرِّخ أديب، من أهل الهند، وكاتب مصنِّف. وهو ابن عمَّة العلامة المفسِّر عبد الحَميد الفَراهي.

## سيرته
هو شِبْلي حبيب الله بن سراج الدولة النُّعْماني، يرجع نسبه إلى الأمام أبي حنيفة النعمان الكوفي ، ولد في قرية بندول من أعمال أعظم كره (الواقعة اليوم ضمن أتر برديش). كان فصيحًا بالعربية والفارسية والأردية والتركية والهندية. عمل في جامعة عليكرة، وشارك في تأسيس ندوة العلماء بلكنو. وهو من أشهر الأدباء والنقَّاد، ويُعَد أحدَ أركان الأدب الأُرْدِي.

## آثاره
- «انتقاد تاريخ التمدن الإسلامي». رد فيه على كتاب جرجي زيدان.
- «سيرة الفاروق عمر بن الخطاب».
- «السيرة النبوية».[5]
- «شعر العجم». تاريخ الشعر الفارسي [6]

ولمحمد أكرم الندوي كتاب «شبلي النعماني: علامة الهند الأديب والمؤرخ الناقد الأريب» دار القلم بدمشق، 2001.

## وفاته
توفي شبلي النعماني في 29 من ذي الحِجَّة 1332هـ الموافق 17 نوفمبر (تشرين الثاني) 1914م.